# Боровской (Пыщугский район)
Боровской — посёлок в Пыщугском районе Костромской области. Административный центр Головинского сельского поселения.

## География
Посёлок находится на расстоянии 17 км к юго-западу от города Пыщуг, административного центра района.

### Часовой пояс
Посёлок Боровской, как и вся Костромская область, находится в часовой зоне МСК (московское время). Смещение применяемого времени относительно UTC составляет +3:00.

## Население
| 2008 | 2010 | 2014 |
| ---- | ---- | ---- |
| 411  | ↘359 | ↗391 |

## Инфраструктура
В посёлке действует школа.